# Cedric Badolo
Cédric Badolo (ur. 4 listopada 1998 w Wagadugu) – burkiński piłkarz grający na pozycji prawego pomocnika. Od 2022 jest zawodnikiem klubu Sheriff Tyraspol.

## Kariera klubowa
Swoją karierę piłkarską Badolo rozpoczął w klubie US des Forces Armées. W sezonie 2015/2016 zadebiutował w jego barwach w pierwszej lidze burkińskiej. W 2016 roku odszedł do marokańskiego Kawkabu Marrakesz, w którym spędził dwa sezony. W sezonie 2018/2019 był zawodnikiem Salitas FC, z którym został wicemistrzem Burkiny Fasi.
Latem 2019 Badolo przeszedł do słowackiego klubu FK Pohronie. Swój debiut w nim zanotował 20 lipca 2019 w przegranym 1:3 domowym meczu ze Slovanem Bratysława. Grał w nim do końca 2021 roku.
W styczniu 2022 roku Badolo został wypożyczony do Sheriffa Tyraspol. Swój debiut w nim zaliczył 1 marca 2022 w wygranym 1:0 domowym meczu z Milsami Orgiejów. W sezonie 2021/2022 wywalczył z nim dublet - mistrzostwo i Puchar Mołdawii. Latem 2022 został wykupiony przez Sheriffa. W sezonie 2022/2023 został mistrzem kraju.
| Sezon   | Klub                 | Kraj         | Rozgrywki         | Mecze | Bramki |
| ------- | -------------------- | ------------ | ----------------- | ----- | ------ |
| 2015/16 | US des Forces Armées | Burkina Faso | Superdivision     | ?     | ?      |
| 2016/17 | Kawkab Marrakesz     | Maroko       | GNF 1             | 2     | 0      |
| 2017/18 | Kawkab Marrakesz     | Maroko       | GNF 1             | 0     | 0      |
| 2018/19 | Salitas FC           | Burkina Faso | Superdivision     | ?     | ?      |
| 2019/20 | FK Pohronie          | Słowacja     | I liga            | 14    | 1      |
| 2020/21 | FK Pohronie          | Słowacja     | I liga            | 25    | 0      |
| 2021/22 | FK Pohronie          | Słowacja     | I liga            | 19    | 2      |
| 2021/22 | Sheriff Tyraspol     | Mołdawia     | Divizia Națională | 9     | 2      |
| 2022/23 | Sheriff Tyraspol     | Mołdawia     | Divizia Națională | 18    | 1      |

## Kariera reprezentacyjna
W reprezentacji Burkiny Faso Badolo zadebiutował 24 marca 2024 w przegranym 0:5 towarzyskim meczu z Kosowem, rozegranym w Prisztinie. W 2024 roku powołano go do kadry na Puchar Narodów Afryki 2023. Rozegrał w nim cztery mecze: grupowe z Mauretanią (1:0), z Algierią (2:2) i z Angolą (0:2) oraz w 1/8 finału z Mali (1:2).